# Сферча (Мачерата)
Сферча је насеље у Италији у округу Мачерата, региону Марке.
Према процени из 2011. у насељу је живело 52 становника. Насеље се налази на надморској висини од 354 м.